# سيغريد دام
سيغريد دام Sigrid Damm (ولدت في جوتا في ديسمبر 1940) هي أديبة وعالمة في علوم الأدب. تتميز كتاباتها بالمزج بين السير الذاتية والخيال, في مثل شخصية لينتس.

## حياتها
نشأت سيغريد دام في جوتا, ودرست علوم اللغة الألمانية وآدابها, والتاريخ قي جامعة يينا. وبعد ذلك عملت مدرسة في مدارس ثانوية في يينا وبرلين. وفي عام 1970 حصلت على الدكتوراة في الفلسفة. وبجوار عملها في التدريس, فقد اشتركت في تأليف كتاب «تاريخ الأدب الألماني» الذي أصدرته دار نشر فولك أونت فيلت Verlag Volk und Welt. وهي تعيش منذ عام 1978 في برلين وتعمل كاتبة حرة. 

## كتاباتها
تكتب سيغريد دام أعمالا تدور حول الشخصيات البارزة, في عصر الكلاسيكية في فايمار. وتمزج في كتاباتها بين السير الذاتية للشخصيات, وبين الخيال. ومن بين الشخصيات التي تناولتها سيغريد دام, لينتس صديق غوته في شبابه, وكريستيانه زوجة غوته. ولقيت هذه الأعمال نجاحا كبيرا. 
وسيغريد دام هي عضو في مركز بن P.E.N. في جمهورية ألمانيا الاتحادية. وعضو في أكاديمية ماينتس للعلوم والآداب.

## جوائز حصلت عليها
حصلت زيحريد دام على العديد من الجوائز الدبية, ومنها: جائزة تيودور فونتانه عام 1994, وجائزة موريكه عام 1994, وجائزة مدينة تيرنجن الأدبية عام 2005.

## أعمالها
1. حياة لينتس
2. أنا لست أوتيليا (رواية 1992)
3. هذه الوحدة بلا فيضان
4. كريستيانه وغوته (بحث 1998)
5. أنفاس (مجموعة مقالات 1999)
6. حياة فريدريش شيللر 2002

## مواقع خارجية
- سيغريد دام على موقع مونزينجر (الألمانية)
- سيغريد دام على موقع ميوزك برينز (الإنجليزية)

- http://www.suhrkamp.de/autoren/damm/damm_bio.htm